# Notosciobia velutina
Notosciobia velutina är en insektsart som beskrevs av Lucien Chopard 1915. Notosciobia velutina ingår i släktet Notosciobia och familjen syrsor. Inga underarter finns listade i Catalogue of Life.